# Elisei

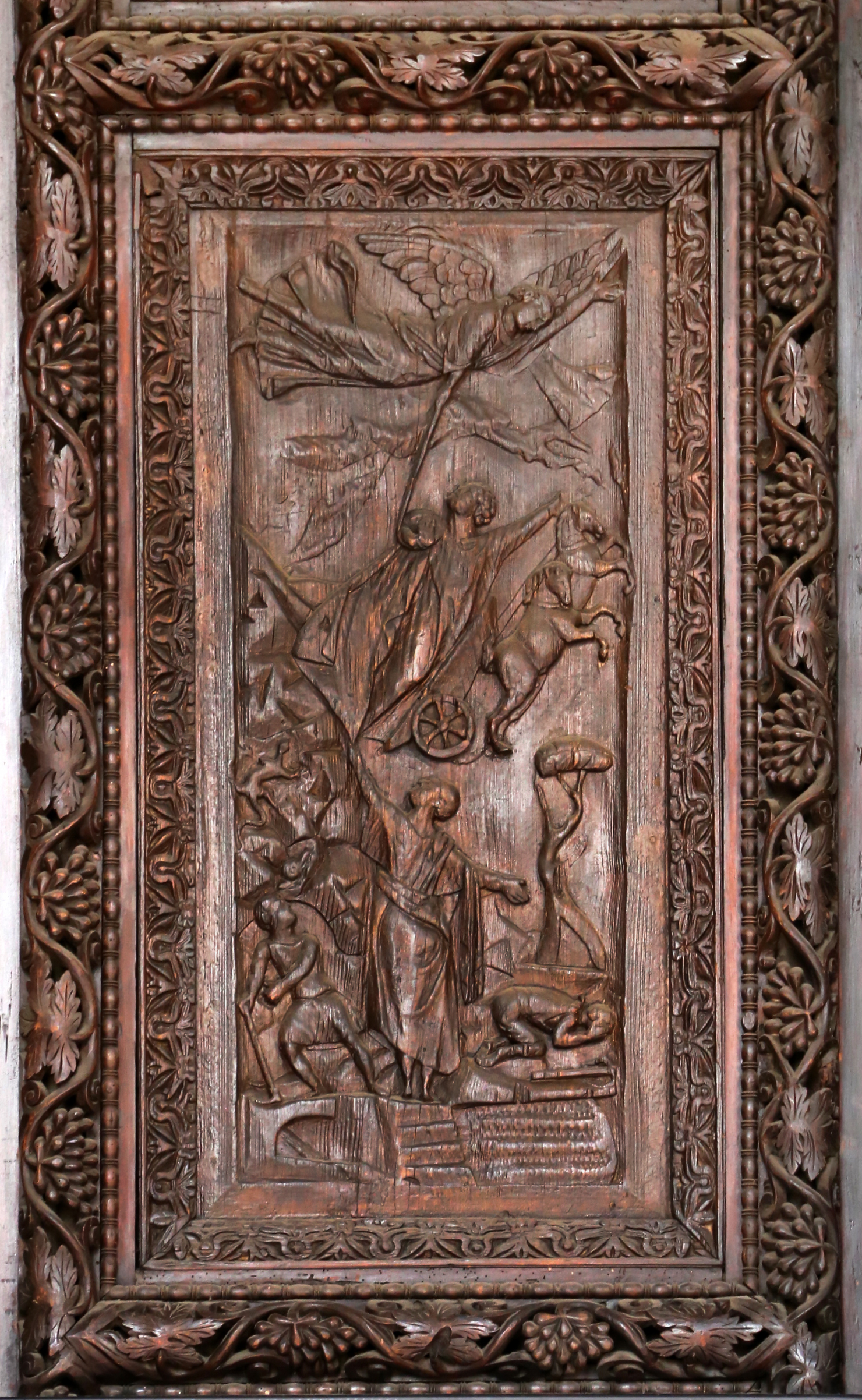
Elisei în prim plan, în timp ce dascălul său, Sfântul Ilie, este ridicat la cer, sculptură în lemn, sec. al V-lea, poarta Bazilicii Santa Sabina din Roma.

Elisei (ebraică אֱלִישַׁע, Elisha Dumnezeu ajută, greacă: Ἐλισσαῖος, Elissaios sau Ἐλισαιέ, Elisaie, arabă: الْيَسَع‎ Elyasaʿ) este un profet din Biblia ebraică sau Vechiul Testament, venerat și în creștinism și în islam. 
Succesor al profetului Ilie. Numele pare a indica ”Dumnezeu este mântuire”
Fiul lui Șafat, un bogat proprietar de pământ din Abel-Meholah, Elisei a crescut dedicat muncii la fermă. Deși nu era unul dintre "fiii profeți", a fost chemat de la coarnele plugului prin Ilie. În consecință, după ce sărută pe tatăl său și pe mama, și după ce face o sărbătoare de jertfă , sacrificând o pereche boi, el a urmat pe Ilie, ca "maestru" și "tată", pe ale cărui mâini a turnat apa (I Regi XIX-lea. 16, 19-21 ; II Regi III. 11), și anume, ca un servitor.
De adepți sau discipolii lui Ilie el a fost curând recunoscut ca succesor al comandantului plecat, care de fapt a desemnat pe Elisei ca atare, lăsând mantia cu el (II Regi ii 13-15). Astfel dorința lui de "o porție dublă" a spiritului Profetului în vârstă (ib. ii 9)., în aluzie la preferința arătată pentru primul fiu născut în divizia imobiliară a tatălui (Deuteronom XXI. 17), a fost îndeplinită. Activitatea lui Elisei a fost expusă în materie de politică, precum și în viața privată.
Că Elisei a primit o porție dublă din spiritul profetic al lui Ilie, este arătat prin faptul că lucrat de două ori mai multe minuni (16) ca Ilie. În timp ce Ilie a înviat o persoană de la moarte, Elisei două: fiul femeii Sunamite, și Naaman Sirianul, care, fiind un lepros, a fost considerat ca un mort. Din incidente din viața lui Elisei o serie de precepte sunt derivate. Ilie și Elisei sunt considerați mari maeștri rabinici.
Profetul Elisei - succesorul lui Ilie -Elisei a fost discipol fidel al profetului Ilie. El și-a urmat stăpânul din momentul în care s-au întâlnit, când Elisei a fost un tânăr, arând domeniul tatălui său, în apropierea orașului vechi din Abel-Mecholah în nordul Israelului. Elisei a văzut stăpânul său să dispară într-un car de foc, care merge până la cer, fără a muri. În acel moment Elisei a strigat: "Părinte! Părinte! Carul lui Israel și călărimea lui!”
Elisei a fost fiul lui Șafat din Abel-Meholah; el a devenit însoțitor și ucenicul lui Ilie (1 Regi 19:16-19), și după ce Ilie a fost luată într-un car de foc în vârtej de vânt, el a fost acceptat ca lider al fiii proorocilor, și a devenit remarcat în Israel. El a posedat, în conformitate cu cererea sa, "o parte dubla" din spiritul lui Ilie (2 Regi 2:9); și pentru șaizeci de ani (892-832 î.Hr.) a deținut funcția de "profet în Israel".
Numele lui apare în prima comanda data la Ilie să-l ungă ca succesor al său (1 Regi 19:16). După ce a aflat, pe muntele Horeb, că Elisei, fiul lui Șafat, au fost selectate de către Dumnezeu, ca succesor al său în biroul profetic, Ilie stabilite pentru a face cunoscut voința divină. Pe drum din Sinai la Damasc, Ilie l-a găsit pe Elisei, care era la arat cu douăsprezece perechi de boi, el fiind cu ultima. Elisei amânată plecarea lui cu Ilie numai pentru a tăia o pereche de boi, a-i aduce jertfa, a-i fierbe cu uneltele de arat și a da oamenilor carnea să o mănânce.
După ce a împărtășit acest ospăț de adio cu tatăl său, mama, și prieteni, a urmat nou ales Profetul "Ilie și slujit de el." (1 Regi 19:8-21) El a mers împreună cu maestrul său de la Ghilgal la Betel, la Ierihon, și de acolo spre partea de est a Iordanului.
După plecarea lui Ilie, Elisei s-a întors la Ierihon, și acolo a vindecat pe izvor de apă, prin turnare de sare în ea (2 Regi 2:21). Elisei este următoarea întâlnite în Scriptură atunci când se întreabă el o cădere de ploaie când armata de Ioram a fost slab de sete (2 Regi 3:9-20). Alte minuni îndeplinite de Elisei includ înmulțirea uleiului dintr-un vas al unei văduve sărace (4:1-7), readucerea la viață a fiului femeii din Sunem (4:18-37), și înmulțirea a douăzeci pâini de orz noi într-o aprovizionare suficientă pentru o sută de oameni.
Elisei a călătorit apoi spre Damasc și a profețit că Hazael, ar fi rege peste Siria (2 Regi 8:7-15); ulterior, el conduce unul dintre fiii proorocilor până la ungerea lui Iehu, fiul lui Iosafat, regele lui Israel, în locul lui Ahab . Conștientă de ordinul dat de Ilie (1 Regi 19:16), Elisei a delegat un fiu al unuia dintre profeți pentru a unge liniște Iehu regele lui Israel, și să taie casa lui Ahab (2 Regi 09:01 - 10). Moartea lui Ioram, străpuns de o săgeată din arcul lui Iehu, a fost una rușinoasă.